# West Wratting
West Wratting est une paroisse civile et un village du Cambridgeshire, en Angleterre.